# Клинички метод
Клинички метод је поступак интензивног третмана појединца који примењује клинички психолог, или социјални радник. Састоји се од различитих мултидимензионалних техника, са циљем да се конкретна особа што боље разуме, процени у појединим аспектима, као и да се предвиди и предупреди њено маладаптивно понашање.